# ديكستر جاكسون (لاعب كرة قدم أمريكية أمريكي)
ديكستر جاكسون (بالإنجليزية: Dexter Jackson)‏ هو لاعب كرة قدم أمريكية أمريكي، ولد في 28 يوليو 1977 في كوينسي في الولايات المتحدة.

## وصلات خارجية
- ديكستر جاكسون على موقع مرجع كرة القدم المحترفة.كوم (الإنجليزية)
- ديكستر جاكسون على موقع IMDb (الإنجليزية)